# 弁当沢ノ頭
弁当沢ノ頭（べんとうざわの あたま/かしら）は丹沢大山国定公園内、神奈川県足柄上郡山北町に位置する標高1,288mの山。棚沢ノ頭分岐から熊木沢出合へ下る尾根の途中にある。

## 付近の山
- 棚沢ノ頭（1590m）
- 不動ノ峰（1614m）
- 鬼ヶ岩ノ頭（1608m）